# Eratoena sandwichensis
Eratoena sandwichensis is een slakkensoort uit de familie van de Eratoidae. De wetenschappelijke naam van de soort werd voor het eerst geldig gepubliceerd in 1859 door G.B. Sowerby II als Erato sandwichensis.